# Король Лахорский
Король Лахорский (фр. Le roi de Lahore) — опера в пяти актах французского композитора Жюля Массне. Французское либретто Луи Галле. Премьера состоялась 27 апреля 1877 года в Париже в театре Опера Гарнье.
«Король Лахорский» — третья поставленная на сцене опера Массне и первая, которая принесла ему успех в Париже. Опера ставилась во всех европейских театрах и сделала Массне одним из самых популярных композиторов своего времени.
По поводу оперы «Король Лахорский» Петр Ильич Чайковский писал:

«…Опера пленила меня необычайной прелестью фактуры, простотой и, в то же время, свежестью стиля и мыслей, богатством мелодий и особенно изящностью гармонии, причём нигде нет придуманности, оригинальничанья».

Восстановление оперы в репертуаре мировых театров связано с её постановкой в 1977 году при участии певицы Джоан Сазерленд и дирижёра Ричарда Бонинга (Оперный театр Ванкувера).
Последняя по времени постановка оперы осуществлена театром «Ла Фениче» (Венеция) в 2003 году.

## Действующие лица
| Алим, король Лахора               | тенор         |
| Синдиа, его министр               | баритон       |
| Тимур, верховный жрец Индры       | бас           |
| Сита, жрица Индры                 | сопрано       |
| Индра                             | бас           |
| Калед, телохранитель короля       | меццо-сопрано |
| Жрецы, солдаты, танцовщицы, народ |               |

## Либретто

### Акт первый
Картина первая. Лахор. Перед храмом Индры
Народ Лахора во главе с жрецом Тимуром молит Индру даровать победу над силами вторгнувшихся в страну войск Махмуда Газневи. Министр Синдиа сообщает, что о положении дел ничего не известно — гонцы не прибыли с поля битвы. Народ расходится. Синдия влюблён в племянницу Тимура жрицу Ситу и требует, чтобы тот отдал её ему в жены. Тимур возмущён: Сита — жрица Индры, только король может разрешить ей выйти замуж. В гневе Синдия заявляет, что Сита нарушила религиозный запрет — каждый вечер к ней приходит любовник. Тимур обещает: если это правда, Сита будет казнена. Синдиа предлагает Тимуру сегодня же убедиться в правоте его слов.
Картина вторая. В храме Индры
В окружении жриц Сита молится Индре о победе над врагами. Входит Синдиа. Он признаётся в любви Сите. Жрица отвечает отказом — она любит другого и никогда не изменит ему. Синдиа зовёт Тимура и обвиняет Ситу в её преступлении и требует назвать имя любовника. Объяснение прерывает вошедший в сопровождении телохранителя Каледа король Алим. Он признаётся, что это он каждый вечер приходил к Сите. Алим берёт девушку под свою защиту. Разъярённый Синдиа клянётся отомстить Сите и королю. Алим обещает жениться на Сите и выехать в военный лагерь, чтобы лично возглавить борьбу с врагами.

### Акт второй
Военный лагерь лахорцев
Сита и Калед в волнении ожидают итогов битвы лахорцев с врагами. Сита переживает за судьбу короля. Он лично возглавил войска. Калед пытается успокоить Ситу. Но тут беспорядочно вбегают отступающие солдаты — войска короля разбиты. Появляется Синдиа. Он злорадствует — король наказан за греховную и преступную любовь. Алима нужно отстранить от власти, а править страной будет Синдиа. Входит раненый Алим. Он пытается остановить солдат и возглавить новое наступление, но силы оставляют его, и он падает. Синдиа приближается к королю. Он торжествует и признаёт, что это он нанёс королю рану, чтобы завладеть престолом и Ситой. Сита говорит Алиму, что любит только его и никогда не будет принадлежать другому. Король умирает на руках Ситы.

### Акт третий
Рай Индры
Среди небесных дев-апсар, которые поют и танцуют, восседает бог Индра. Вознесенный в рай Алим умоляет Индру вернуть его на землю и соединить с любимой. Индра согласен, но Алим будет не королём, а нищим и умрёт вместе с Ситой. Алим согласен на все, лишь бы быть с Ситой.

### Акт четвёртый
Картина первая. В королевском дворце
Сита одна. Она удручена своим положением. Без Алима ей не мила жизнь. Она лучше умрёт, чем станет женой Синдии.
Картина вторая. Площадь перед дворцом
Алим в одежде нищего поджидает у входа во дворец, не выйдет ли Сита. В окружении военныж и придворных появляется Синдиа. Он разбил врагов и возвращается в столицу победителем. Теперь остаётся только жениться на Сите. Синдиа собирается войти во дворец, но путь ему преграждает Алим. Он согласен уступить Синдии престол, но требует отдать Ситу. Синдиа приказывает схватить Алима, но солдаты отказываются повиноваться. Синдиа обращается к Тимуру, но жрецы встают на защиту короля и укрывают его в храме.

### Акт пятый
В храме Индры
В глубоком волнении входит в храм Сита. Она решила умереть. Тихо к девушке приближается Алим. Его появление потрясает Ситу — теперь ничто не разлучит их. Вдруг раздаются голоса — это Синдиа, собрав своих сторонников, пытается захватить храм, чтобы уничтожить Алима и завладеть Ситой. Влюблённые принимают решение умереть вместе. Сита закалывает себя кинжалом и в тот же миг, как и сказал Индра, Алим также умирает.
Стены дворца исчезают. Возникает видение рая Индры. Восславляемые пением апсар, Сита и Алим воскресают у престола бога. Синдия в отчаянии кается в своих злодеяниях.

## Дискография
- Массне. Король Лахорский. Дж. Сазерленд, Ю.Туранжо, Л.Лима, Ш.Милнз, Н.Гяуров, Дж. Моррис. Дирижёр Р.Бонинг / DECCA 1988
- Массне. Король Лахорский. М.Лагранж, К.Ларше, Л.Ломбардо, Ж. М. Ивальди, Р.Ширрер. Дирижёр П.Фурнилье / Сент-Этьенн, Theatre Ephemere 11.11.1999